# 12.ª etapa da Volta a Espanha de 2017
A 12.ª etapa da Volta a Espanha de 2017 teve lugar a 31 de agosto de 2017 entre Motril e Antequera sobre um percurso escarpado de 160,1 km.

## Classificação da etapa
| \| Classificação por etapas \| Classificação por etapas \| Classificação por etapas \| Classificação por etapas \| Classificação por etapas \| \| Ciclista \| Ciclista \| Equipe \| Tempo \| \| \| ------------------------ \| ------------------------ \| -------------------------- \| ------------------------ \| ------------------------ \| \| 1. \| Tomasz Marczyński \| Lotto-Soudal \| 3h56m45s \| \| \| 2. \| Omar Fraile \| Dimension Data \| + 52s \| \| \| 3. \| José Joaquín Rojas \| Movistar Team \| + 52s \| \| \| 4. \| Paweł Poljański \| Bora-Hansgrohe \| + 52s \| \| \| 5. \| Stef Clement \| LottoNL-Jumbo \| + 52s \| \| \| 6. \| Brendan Canty \| Cannondale-Drapac \| + 1m42s \| \| \| 7. \| Anthony Perez \| Cofidis, Solutions Crédits \| + 2m50s \| \| \| 8. \| Jan Polanc \| UAE Team Emirates \| + 2m50s \| \| \| 9. \| Andreas Schillinger \| Bora-Hansgrohe \| + 2m50s \| \| \| 10. \| David Arroyo \| Caja Rural-Seguros RGA \| + 3m00s \| \| |                     |                            |          |
| |                     |                            |          |
| Fonte: ProCyclingStats |                     |                            |          |
| Classificação por etapas |                     |                            |          |
| Ciclista | Ciclista            | Equipe                     | Tempo    |
| 1. | Tomasz Marczyński   | Lotto-Soudal               | 3h56m45s |
| 2. | Omar Fraile         | Dimension Data             | + 52s    |
| 3. | José Joaquín Rojas  | Movistar Team              | + 52s    |
| 4. | Paweł Poljański     | Bora-Hansgrohe             | + 52s    |
| 5. | Stef Clement        | LottoNL-Jumbo              | + 52s    |
| 6. | Brendan Canty       | Cannondale-Drapac          | + 1m42s  |
| 7. | Anthony Perez       | Cofidis, Solutions Crédits | + 2m50s  |
| 8. | Jan Polanc          | UAE Team Emirates          | + 2m50s  |
| 9. | Andreas Schillinger | Bora-Hansgrohe             | + 2m50s  |
| 10. | David Arroyo        | Caja Rural-Seguros RGA     | + 3m00s  |

## Classificações ao final da etapa

### Classificação geral
| \| Classificação geral \| Classificação geral \| Classificação geral \| Classificação geral \| Classificação geral \| \| Ciclista \| Ciclista \| Equipe \| Tempo \| \| \| ------------------- \| ------------------- \| ------------------- \| ------------------- \| ------------------- \| \| 1. \| Chris Froome \| Team Sky \| 49h22m53s \| \| \| 2. \| Vincenzo Nibali \| Bahrain-Merida \| + 59s \| \| \| 3. \| Esteban Chaves \| Orica-Scott \| + 2m13s \| \| \| 4. \| David de la Cruz \| Quick-Step Floors \| + 2m16s \| \| \| 5. \| Wilco Kelderman \| Team Sunweb \| + 2m17s \| \| \| 6. \| Ilnur Zakarin \| Katusha-Alpecin \| + 2m18s \| \| \| 7. \| Fabio Aru \| Astana \| + 2m37s \| \| \| 8. \| Michael Woods \| Cannondale-Drapac \| + 2m41s \| \| \| 9. \| Alberto Contador \| Trek-Segafredo \| + 3m13s \| \| \| 10. \| Miguel Ángel López \| Astana \| + 3m51s \| \| |                    |                   |           |
| |                    |                   |           |
| Fonte: ProCyclingStats |                    |                   |           |
| Classificação geral |                    |                   |           |
| Ciclista | Ciclista           | Equipe            | Tempo     |
| 1. | Chris Froome       | Team Sky          | 49h22m53s |
| 2. | Vincenzo Nibali    | Bahrain-Merida    | + 59s     |
| 3. | Esteban Chaves     | Orica-Scott       | + 2m13s   |
| 4. | David de la Cruz   | Quick-Step Floors | + 2m16s   |
| 5. | Wilco Kelderman    | Team Sunweb       | + 2m17s   |
| 6. | Ilnur Zakarin      | Katusha-Alpecin   | + 2m18s   |
| 7. | Fabio Aru          | Astana            | + 2m37s   |
| 8. | Michael Woods      | Cannondale-Drapac | + 2m41s   |
| 9. | Alberto Contador   | Trek-Segafredo    | + 3m13s   |
| 10. | Miguel Ángel López | Astana            | + 3m51s   |

### Classificação por pontos
| Classificação por pontos | Classificação por pontos | Classificação por pontos | Classificação por pontos | Classificação por pontos |
| Ciclista                 | Ciclista                 | Equipe                   | Pontos                   |                          |
| ------------------------ | ------------------------ | ------------------------ | ------------------------ | ------------------------ |
| 1.                       | Matteo Trentin           | Quick-Step Floors        | 78 pts                   |                          |
| 2.                       | Chris Froome             | Team Sky                 | 75 pts                   |                          |
| 3.                       | Paweł Poljański          | Bora-Hansgrohe           | 58 pts                   |                          |
| 4.                       | José Joaquín Rojas       | Movistar Team            | 57 pts                   |                          |
| 5.                       | Tomasz Marczyński        | Lotto-Soudal             | 54 pts                   |                          |
| 6.                       | Vincenzo Nibali          | Bahrain-Merida           | 53 pts                   |                          |
| 7.                       | Matej Mohorič            | UAE Team Emirates        | 47 pts                   |                          |
| 8.                       | Jan Polanc               | UAE Team Emirates        | 40 pts                   |                          |
| 9.                       | Esteban Chaves           | Orica-Scott              | 38 pts                   |                          |
| 10.                      | David de la Cruz         | Quick-Step Floors        | 35 pts                   |                          |

### Classificação por equipas
| Classificação por equipes | Classificação por equipes | Classificação por equipes | Classificação por equipes |
| Equipe                    | Equipe                    | Tempo                     |                           |
| ------------------------- | ------------------------- | ------------------------- | ------------------------- |
| 1.                        | Movistar Team             | 147h36m48s                |                           |
| 2.                        | Astana                    | + 2m49s                   |                           |
| 3.                        | Sky                       | + 9m40s                   |                           |
| 4.                        | UAE Team Emirates         | + 16m52s                  |                           |
| 5.                        | Orica-Scott               | + 36m19s                  |                           |
| 6.                        | Caja Rural-Seguros RGA    | + 40m46s                  |                           |
| 7.                        | Team Sunweb               | + 54m04s                  |                           |
| 8.                        | Lotto NL-Jumbo            | + 57m48s                  |                           |
| 9.                        | Bahrain-Merida            | + 58m23s                  |                           |
| 10.                       | BMC Racing Team           | + 1h03m28s                |                           |